# Dicranopygium mirabile
Dicranopygium mirabile är en enhjärtbladig växtart som beskrevs av Gunnar Wilhelm Harling. Dicranopygium mirabile ingår i släktet Dicranopygium och familjen Cyclanthaceae. Inga underarter finns listade.